# Anchesenpepi II.
|                |   |   |   |
| \| \| \| \| \| |   |   |   |
|                |   |   |   |
| p              | p | i | i |

| p | p | i | i |

|                |   |   |   |
| \| \| \| \| \| |   |   |   |
|                |   |   |   |
| p              | p | i | i |

| p | p | i | i |

|                |   |   |   |
| \| \| \| \| \| |   |   |   |
|                |   |   |   |
| p              | p | i | i |

| p | p | i | i |

|                |   |   |   |
| \| \| \| \| \| |   |   |   |
|                |   |   |   |
| p              | p | i | i |

| p | p | i | i |

Anchesenpepi II. nebo Anchesenmeryre II. byla královna, manželka Pepiho I. za 6. dynastie.  Byla matkou budoucího krále Pepiho II. Po smrti Pepiho I. si vzala Merenrea I. Byla pohřbena v pyramidě v Sakkáře. Možná byla matkou Neferkare Nebiho.

## Život
Anchesenpepi II. byla dcerou Chuiho a Nebet, první známé ženy na postu vezíra. Nebyla jejich jediným dítětem, měla ještě sestru Anchesenpepi I., která byla také manželkou faraona Pepiho I., a měla také bratra Džaua.
Její syn, Pepi II., nastoupil na trůn velmi mladý a existují náznaky, že za něj mohla Anchesenpepi II. nějakou dobu vládnout. Známá je socha, kde je zobrazen Pepi II. sedící na klíně své matky Anchesenpepi II.

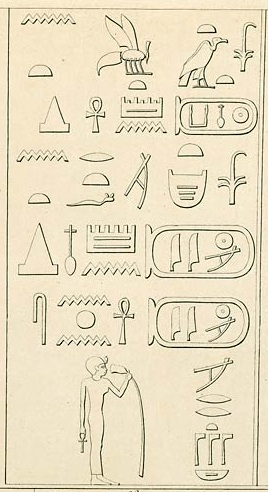
Anchesenpepi II. z Wadi Maghara (Sinaj)

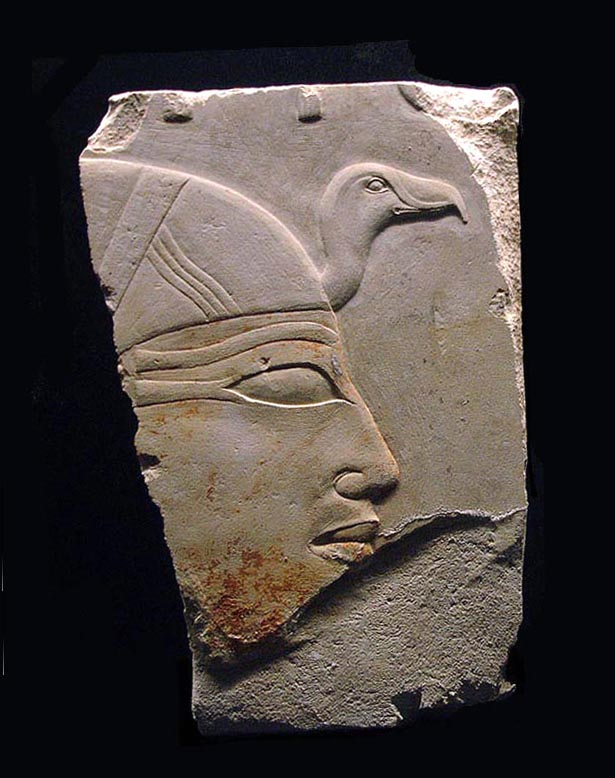
210x210bod

## Hrobka
Pyramida Anchesenpepi II. v Sakkáře byla nalezena a vykopána v roce 1998. Nálezy ukazují, že pyramida obsahovala první známé příklady textů pyramid u královen. Texty o ní hovoří jako o matce krále, proto se stavba její pyramidy datuje do období vlády jejího syna.
V roce 1963 byla objevena pohřební komora a byly nalezeny královniny pozůstatky. Hrobka byla poničená a mumie nalezená v sarkofágu a v jeho blízkosti byla neúplná. Kosti z ostatků dokázaly, že patřily ženě středního věku. Vedle její pyramidy byly také nalezeny pozůstatky obelisku. Je to jeden z největších ve Staré říši.